# فینال لیگ قهرمانان اروپا ۱۹۹۷
فینال لیگ قهرمانان اروپا ۱۹۹۷، رقابت پایانی لیگ قهرمانان اروپا در سال ۱۹۹۷ میلادی است که مابین دو تیم باشگاه فوتبال بروسیا دورتموند و باشگاه فوتبال یوونتوس در ورزشگاه المپیک مونیخ، مونیخ برگزار شده‌است.
این مسابقه که در تاریخ ۲۸ مه ۱۹۹۷ انجام شده‌است با نتیجه ۳ بر ۱ به سود تیم باشگاه فوتبال بروسیا دورتموند به پایان رسید.